# Huni
Huni so bili azijsko nomadsko ljudstvo. Ukvarjali so se le z živinorejo. Prvič so omenjeni v kitajskih virih pod imenom Hagnuji. Sto let pozneje so ustanovili državo na območju današnje Mongolije in zahodne Kitajske. Nekaj časa so jim kitajski vladarji pošiljali darove, da bi jih odvrnili od roparskih pohodov. Pozneje pa so bili v vojnah, ki so trajale več kot 200 let, poraženi. Leta 48 n. št. so se razdelili na južno in severno hordo. Južna se je hitro zlila s kitajskim prebivalstvom in prenehala obstajati kot samostojna enota. Severna se je zaradi kitajske nevarnosti leta 93 umaknila iz Mongolije proti zahodu. V 4. stoletju je ponovno prišlo do delitve plemen na dva dela. En del, imenovan Beli Huni, se je odpravil proti jugu v Indijo, kjer je uničil državo Guptov, drugi del pa se je preselil v stepe severno od Kaspijskega jezera in Črnega morja. Tu so si pokorili Alane, Gote in Herule pa pregnali. V nadaljnjih pohodih so prišli v srednjo Evropo in na meje obeh delov Rimskega cesarstva, ki so ga v času kralja Atile tudi resno ogrožali. Po porazu proti Rimljanom in njihovim zaveznikom na Katalonskem polju v današnji Franciji leta 451 in Atilovi smrti leta 453 pa so se razkropili in postopno izginili kot samostojno ljudstvo.

## Izvor
Huni so bili »konfederacija vojaških skupin« v Evrazijski stepi med 4. in 6. stoletjem, ki so bili pripravljeni na integracijo v druge skupine, da bi povečali svojo vojaško moč. Večina vidikov njihove etnogeneze (vključno z njihovim jezikom in njihovimi povezavami z drugimi narodi v Evrazijski stepi) je neznanih. Walter Pohl navaja: »Edino, kar lahko z gotovostjo rečemo, je, da ime Huni v pozni antiki opisuje prestižne vladajoče skupine stepskih bojevnikov.«
[[Slika:Hephthalite horseman on British Museum bowl 460-479 CE.jpg|levo|sličica|Heftalitski konjenik v Britanskem muzeju, 460–479 n.š. Po Prokopiju Cezarejskem, naj bi bili istega porekla kot evropski Huni v dejstvu in imenu, vendar pa manj nomadski in belopolti. Rimski zgodovinar Amijan Marcelin, ki je v zgodnjih 390-ih letih končal svoje delo o zgodovini Rimskega cesarstva, je zapisal, da »pripadniki Hunov prebivajo onstran Azovskega morja blizu zmrznjenega oceana«. Hieronim jih je v pismu napisanem štiri leta po vdoru Hunov v vzhodne province cesarstva povezal z Skiti. Enačenje Hunov s Skiti skupaj s splošnim strahom pred prihodom antikrista v poznem 4. stoletju je povzročilo njihovo povezavo z Gogi in Magogi (ki naj bi jih po priljubljeni legendi Aleksander Veliki zaprl za nedostopnimi gorami). Ta demonizacija Hunov se odraža tudi v Jordanovi Getiki, napisani v 6. stoletju, v kateri je Hune prikazal kot ljudi, ki izvirajo iz nečistih duhov in izgnanih gotskih čarovnic.
Rimski zgodovinar iz 6. stoletja Prokopij Cezarejski (knjiga I., 3. poglavje) je evropske Hune povezal z Heftaliti oz. belimi Huni, ki so si podredili Sasanide in napadli severozahodno Indijo. Dodal je, da naj bi bili oboji istega porekla v dejstvu in imenu čeprav je razlikoval obe skupini, saj naj bi bili Heftaliti belopolti, manj grdi ter manj nomadski:
»Heftalitski Huni, ki se imenujejo beli Huni [...] Heftaliti so v dejstvu in imenu po poreklu Huni, vendar se ne mešajo s Huni, ki jih poznamo mi, ker zasedajo zemljo, ki z Huni ni ne sosednja ne bližnja; njihovo ozemlje je na severu Perzije [...] Niso nomadi kot drugi Huni, ampak že dolgo časa živijo na čudoviti zemlji ... So edini med Huni, ki so bele polti in nimajo grdih obrazov. Prav tako je res, da je njihov način življenja drugačen od njihovih bratov, prav tako ne živijo barbarskega življenja, kot oni [Huni]; upravlja jih en kralj in ker imajo zakonito pravno telo, spoštujejo pravico v svojih odnosih tako s seboj kot s svojimi sosedi, nič manj kot Rimljani in Perzijci.«
Že od Josepha de Guignesa v 18. stoletju so sodobni zgodovinarji povezovali Hune, ki so se v 4. stoletju pojavili na evropskih mejah s Hagnuji ('tuleči sužnji'), ki so iz današnje Mongolije med 3. stoletjem p. n. št. in 2. stoletjem n. št. napadali Kitajsko. Zaradi uničujočega poraza se je severna veja Hagnujev umaknila severozahodno; njihovi potomci so morda migrirali skozi Evrazijo in imajo morda zato določeno stopnjo kulturne in genetske povezanosti s Huni. Otto J. Maenchen-Helfen je bil prvi, ki je podvomil v tradicionalni pristop raziskovanja, ki temelji predvsem na preučevanju pisnih virov ter je poudaril pomen arheoloških raziskav. Zatem je postala identifikacija Hagnujev kot prednike Hunov postala sporna med nekaterimi zgodovinarji. Med njimi je tudi zgodovinar Christopher Kelly, ki pravi, da ni razloga za povezovanje Hunov z Hagnuji ter opozarja, da je ob času Guignesovega dela bilo zelo malo arheoloških dokazov na povezavo Hunov in Hagnujev.
Podobnost njihovih etnonimov je ena najpomembnejših povezav med obema narodoma. Budistični menih Dharmarakša, ki je bil v 3. stoletju n. št. pomemben prevajalec indijskih verskih besedil, je besedo Hagnuj uporabil pri prevajanju sklicevanj na Huna ljudi v kitajščino. Po Žengžang Šangfangu, se je beseda Hagnuj v pozni stari kitajščini izgovorila [huŋ.naː], kar ustreza izgovorjavi besede Huna. Sogdijski trgovec je v pismu leta 313 opisal vdor ljudstva Švn v severno Kitajsko. Étienne de la Vaissière trdi, da oba dokumenta dokazujeta, da sta bila Huna ali Švn »natančna prepisa« kitajskega imena Hagnuj. Christopher P. Atwood zavrača to razlago zaradi »zelo slabega fonološkega ujemanja« med tremi besedami. Na primer, Hagnuj se začne z nezvenečim velarnim pripornikom, Huna pa z nezvenečim glotalnim pripornikom. Hagnuj ima dva zloga, Švn ima pa samo en zlog. Vendar pa se Atwood strinja s splošno opredelitvijo te dveh besed in namesto tega namiguje, da Švn izhaja iz kitajskega prepisa Wēnnāshāh v Baktrijski Onašāh in od tam v sogdijščino, medtem ko sanskrtska beseda Huna izvira iz kitajske besede Huni in grške Khōnai. Zagovarja, da so besedo v Pont prenesli grški Baktrijski trgovci, kjer je v rimski grščini in latinščini postala Ouni in Huni. Kitajska Weijska knjiga vsebuje omembe »ostankov potomcev Hagnujev«, ki so živeli v Altajskih gorah v začetku 5. stoletja n. št. De la Vaissière argumentira, da kitajski vir dokazuje, da so nomadske skupine ohranile svojo Hagnujsko identiteto stoletja po padcu njihovega imperija.
Tako Hagnuji kot Huni so kot vsa stepska ljudstva uporabljali bronaste kotle. Arheolog Tošio Hajaši na podlagi študije in kategorizacije kotlov iz arheoloških najdišč iz Evrazijskih step sklepa, da širjenje kotlov »lahko kaže na pot selitev hunskih plemen« iz Mongolije v severni del Srednje Azije v 2. ali 3. stoletju ter iz Srednje Azije proti Evropi v drugi polovici 4. stoletja, kar tudi namiguje povezavo Hunov z Hagnuji. Huni so izvajali umetno lobanjsko deformacijo, toda ni nobenih dokazov o takšni praksi pri Hagnujih. Ta običaj se je v Evrazijskih stepah izvajal že v bronasti in zgodnji železni dobi, vendar je izginil okoli leta 500 pr. n. št. Ponovno se je začel širiti med prebivalci regije okoli reke Talas in Pamirskega gorovja v 1. stoletju pred našim štetjem.  Poleg Hunov naj bi bilo dokazano, da so običaj izvajali tudi Juezi in Alani. Pričeska podobna repu ponija, ki je bila značilna za Hagnuje, ni bila dokumentirana med Huni.
O razmerju med Hagnuji in Huni zgodovinar Hjun Jin Kim zaključuje »Povezovanje Hunov in Hagnujev z vidika starih rasnih teorij ali celo etničnih pripadnostih se zasmehuje dejanski zgodovinski realnosti teh obsežnih, več etničnih, poliglotskih stepskih imperijev«. Prav tako poudarja, da so »predniki jedrnih hunskih plemen ... bili del hagnujskega imperija in so posedovali močan hagnujski element ter, da je vladajoča elita Hunov ...trdila, da spada v politično tradicijo te imperijalne entitete«. Ob upoštevanju zgodovinskih vrzeli med kitajskimi zapisi o Hagnujih in evropskimi zapisih o Hunih, Peter Heather izjavlja: »Tudi če naredimo nekakšno povezavo med Huni iz četrtega stoletja in Hagnuji iz prvega, se je v teh 300 letih izgubljene zgodovine ogromno zgodilo, česar mi ne vemo«.

## Zgodovina

### Pred Atilo
Geograf iz 2. stoletja p. n. št. Ptolemej je pri popisu ljudstev na zahodnem delu evrazijskih step omenil ljudstvo imenovano Čuni (Χοῦνοι ali Χουνοί). Čuni naj bi po njegovih zapisih živeli med Bastarni in Roksolani. Edward Arthur Thompson je dejal da, je podobnost med obema besedama (Čuni in Huni) le naključje: Zahodno rimski avtorji so pogosto napisali Čunni ali Čuni, ko so pisali o Hunih. Asociaciji Čunov in Hunov pod Atilo nasprotujeta tudi Maenchen-Helfen in Denis Sinor. Vendar pa Maenchen Helfen dodaja, da se je Amijan Marcelin najbrž skliceval na Ptolemajeva poročila o Čunih, ko je izjavil, da so Huni »le površno opisani v delih antičnih piscev«. Tudi ne izključuje, da naj bi bili Urugundi, pleme ki je leta 250 vdrlo v Rimsko cesarstvo iz step proti severu spodnje Donave (današnja Romunija), glede na Zosima enaki Vurugundom, katere je Agatij zapisal kot eno od hunskih plemen.
Rimljani naj bi se glede na zapise Amijana Marcelina začeli zavedati prisotnosti Hunov, ko je Hunska invazija Pontskih step leta 376 prisilila v beg na tisoče Gotov na območje Spodnje Donave (Romunija/Bolgarija). Njihov nenaden pojav v pisnih virih namiguje na to, da so Huni iz vzhoda prečkali reko Volgo pred invazijo. Napadli so deželo Alanov, ki se je nahajala vzhodno od reke Don, kjer so pobili veliko ljudi ter preživele prisilili, da se predajo ali pa zbežijo čez reko Don. Razlogi za nenaden napad Hunov na sosednja plemena, niso znani. Po zavrnitvi več možnih razlag za ta pojav (vključno s podnebnimi spremembami v stepah in pritiska sosednjih ljudstev), je po mnenju Petra Heathra razlog za napad to, da se je Hunski imperij razvil iz raznih vojaških družb, ki so sprožile dobičkonosne roparske napade, kar jim je omogočilo, da so povečali svojo vojaško moč ter vzpostavili avtoriteto nad sosednjimi narodi.
Potem ko so si pokorili Alane, so Huni in njihove Alanske pomožne enote začele pleniti bogata naselja Grevtungov oz. Ostrogotov zahodno od Dona. Glede na Amijana Marcelina naj bi se kralj Grevtungov, Ermanarik, nekaj časa upiral, vendar naj bi na koncu »našel sprostitev od svojih strahov, s tem, da si je vzel življenje«. Poročilo Marcelina se nanaša bodisi na Ermanarikov samomor ali na njegovo obredno žrtvovanje. Nasledil ga je njegov mrzli nečak Vitimiris, ki je najel Hune za boj proti Alanom, ki so napadali ozemlja Grevtungov, vendar je bil ubit v boju.
Po Vithimirisovi smrti se je večina Grevtungov predala Hunom. Tisti, ki se niso hoteli predati so pobegnili k reki Dnester, kjer je bila meja med Grevtungi in Tervingi oz. Vizigoti. Bili so pod poveljstvom Alateuja in Sapfraksa, ker je bil Vithimirisov sin, Viderik še otrok. Atanarik, vodja Tervingov, je na čelu svojih čet naletel na begunce pri Dnestru. Vendar pa je Gote zaobšla hunska vojska in jih napadla na bok ter prisilila Atanarika v umik proti Karpatom. Ta je želel utrditi meje, vendar so se hunski napadi zahodno od Dnestra nadaljevali. Zaradi nesposobnosti, da bi utrdil meje ter zaščitil Tervinge je večina Gotov izgubila zaupanje v Atanarika ter je izgnala. Ta skupina pod vodstvom Fritigerna in Alavija je šla k spodnji Donavi ter prosila za azil v Vzhodno rimskem cesarstvu. Tudi Grevtungi pod vodstvom Alatheusa in Safraksa so napredovali proti reki. Večina rimskih vojakov je bilo poslanih z Balkanskega polotoka v Armenijo v boj proti Sasanidom. Cesar Valens je dovolil Tervingom prečkati spodnjo Donavo in njihovo naselitev v Rimsko cesarstvo jeseni leta 376. Glede na Zosima so Tervingom proti severni spodnji Donavi sledili tudi Grevtungi in Tajifali ter »drugi rodovi, ki so živeli z Goti in Tajifali«. Pomanjkanje hrane in zloraba je vzpodbudilo Gote k uporu v začetku leta 377. Sledeča vojna med Goti in Rimljani je trajala več kot pet let.
Po teh vpadih, so Huni postali znani tudi po tem, da so postali plačanci ali foederati. Že leta 380, je bilo skupini Hunov dovoljeno, da se naselijo v Panoniji ter jim je bil dodeljen status foederatov. Hunski plačanci so bili prisotni tudi v več nasledstvenih bojih v Vzhodnem in Zahodno rimskem cesarstvu v poznem 4. stoletju. Vendar pa je najbolj verjetno, da so to bile le posamezne plačanske skupine ne pa celo Hunsko kraljestvo.
Leta 395 so Huni začeli svoj prvi obsežni napad na Vzhodno rimsko cesarstvo. Napadli so Trakijo, zasedli Armenijo, in oplenili Kapadokijo. Vstopili so v dele Sirije, pretili Antiohiji in napadli provinco Evfratezijo. Sile cesarja Teodozija so bile na vzhodu, tako so bili Huni brez nasprotnika dokler ni evnuh Evtropij zbral vojsko, sestavljeno iz Rimljanov in Gotov ter uspešno vzpostavil mir. Ni znano, če so Evtropijeve sile premagale Hune oziroma so Huni sami zapustili območje. Ni zapisa nobene pomembne zmage Evtropija in obstajajo dokazi, da so Hunske sile že zapuščale območje, do takrat, ko je Evtropij zbral svoje sile.
Ne glede na to ali jih je pregnal Evtropij ali po so odšli sami so Huni do leta 398 zapustili Vzhodno rimsko cesarstvo. Po umiku so Huni napadli Sasanidsko cesarstvo. Sprva je bil vdor uspešen ter se je Hunom uspelo približati glavnemu mestu cesarstva Ktezifonu; vendar pa so bili Huni po Perzijskem protinapadu hudo poraženi ter bili prisiljeni pobegniti čez Derbent proti Kavkazu.
Med svojim kratkim odhodom iz Vzhodnega rimskega cesarstva naj bi Huni ogrožali plemena zahodno kar je razvidno iz Radagaisovega vstopa v Italijo ob koncu leta 405 in z vandalskega, svebskega ter alanskega prečkanja Rena v Galijo leta 406. Ni razvidno, da bi Huni v tem času bili enotna sila z enim vladarjem. Veliko Hunov je bilo zaposlenih kot plačanci Vzhodnega in Zahodnega rimskega cesarstva ter Gotov. Uldin, prvi Hun znan po imenu, je vodil skupino Hunov in Alanov proti Radagaisu v obrambi Italije. Uldin je tudi bil znan po zmagi nad gotskimi uporniki, ki so povzročali težave Vzhodnemu rimskemu cesarstvu ter obglavljanju Gainaja okoli leta 400-401. Gainajeva glava je bila prikazana med navidezno izmenjavo daril v Konstantinoplu.
Bizantinci so spet začutili pritisk Uldinovih Hunov leta 408. Prečkal je Donavo in osvojil trdnjavo v Meziji imenovano Castra Martis, ki so jo izdali od znotraj. Uldin je tudi oplenil Trakijo. Bizantinci so poskušali podkupiti Uldina vendar je bil njegov znesek previsok, tako da so namesto njega podkupili njegove podrejene. To je povzročilo veliko dezertacij znotraj Uldinovih Hunih.
Alarikov svak, Ataulf, naj bi leta 409 južno od Julijskih Alp najel Hunske plačance. Ti so se bojevali proti drugi skupini Hunskih plačancev, ki jih je najel Honorijev minister Olimpij. Kasneje, leta 409, je Zahodno rimsko cesarstvo namestilo deset tisoč Hunov v Italijo in Dalmacijo, da bi se obranili Alarika, ki je nato opustil načrte o pohodu nad Rim.

### Pod Atilo in Bledo
Od leta 434 sta brata Atila in Bleda skupno vladala Hunom. Bila sta zelo ambiciozna, kot njun stric Rugila. Leta 435 sta prisilila Vzhodno rimsko cesarstvo v podpis Margusovega sporazuma, ki je Hunom dal pravico do trgovanja v cesarstvu ter je prisilil Rimljane v plačevanje dajatev. Sklenili so tudi dogovor, da morajo Rimljani vrniti Hunske begunce, ki bi lahko ogrozili moč bratov za usmrtitev. Z njihovo južno mejo zaščiteno s pogoji pakta, so Huni lahko obrnili vso pozornost podreditvi plemen na zahodu.
Ko so Rimljani prekršili pogodbo leta 440, sta Atila in Bleda napadla Kastro Konstantijas, rimsko utrdbo in tržnico na bregovih Donave. Bizantinci so prenehali z dobavo dajatev in prekršili tudi druge pogoje Margusovega sporazuma. Hunska kralja sta spet namenila svojo pozornost Bizantincem. Poročila, o tem, da naj bi Marguski škof prišel v hunske dežele ter oskrunil kraljeve grobove so samo še bolj razjezile Atilo in Bledo. Izbruhnila je vojna med dvema cesarstvoma in Huni so kmalu premagali šibko rimsko vojsko, ter zravnali z zemljo mesta Margus (sodobni Požarevac, Srbija), Singidunum in Viminacium. Čeprav je bilo leta 441 podpisano premirje so čez dve leti Bizantinci spet nehali plačevati dajatve ter se je vojna nadaljevala. V sledeči vojaški operaciji so hunske vojske oplenile Sofijo, Arkadiopolis (sodobni Lüleburgaz, Turčija) in Plovdiv ter prišle zaskrbljujoče blizu Konstantinopla. Po popolnem porazu v bitki pri današnjem Galipoliju je vzhodno rimski cesar Teodozij II. popustil hunskim zahtevam ter leta 443 podpisal mir z obema hunskima kraljema. Huni so se vrnili v svoje dežele s karavano polno vojnega plena.

### Združen imperij pod Atilo
Bleda je umrl leta 445 in nekateri zgodovinarji špekulirajo, da je bila njegova smrt delo Atile. Z mrtvim bratom je Atila lahko vzpostavil popolno oblast nad svojimi podrejenimi. Leta 447 je Atila spet obrnil hunsko pozornost k Vzhodnemu rimskemu cesarstvu. Njegova invazija na Balkan in Trakijo je bila uničujoča. Vzhodno rimsko cesarstvo so že tako pestili notranji problemi, kot so lakota in kuga ter nemiri in niz potresov v Konstantinoplu. V zadnjem trenutku obnovljeni zidovi so ohranili Konstantinopel nepoškodovan. Zmaga nad rimsko vojsko je pustila Hune brez nasprotnika v vzhodnorimskih deželah. Zaradi tega so lahko vdrli vse do Termopil. Samo bolezen jih je prisilila k umiku. Vojna se je končala leta 449 z dogovorom, v katerem so Rimljani plačali Atili 1000 kg zlata kot letni davek. Edini zapis o razmerah med Huni in pri Atili je s strani Priska, uradnega rimskega ambasadorja pri Atili.
Skozi svoje roparske napade na Vzhodno rimsko cesarstvo, so Huni ohranjali dobre odnose z zahodnim delom cesarstva, zlasti z Flavijem Aecijem, vplivnim rimskim generalom (včasih omenjenim kot de facto vladar Zahodnega rimskega cesarstva), ki je v svoji mladosti nekaj časa preživel kot talec pri Hunih. Vendar pa se je vse to spremenilo leta 450 ko je Honorija, sestra zahodnorimskega cesarja Valentinijana III, poslala Atili prstan in prosila za njegovo pomoč pri pobegu od dogovorjene poroke s senatorjem. Atila jo je sprejel kot ženo ter zahteval pol Zahodno rimskega cesarstva kot doto. Poleg tega, je nastal spor med Atilo in Aecijem o zakonitem prestolonasledniku Salijskih Frankov. Leta 450 je na prestol prišel novi cesar Marcijan, ki je prenehal Hunom plačevati oderuške dajatve. Atila bi lahko obnovil vojno z Bizancem vendar s tem ne bi nič dosegel. Balkan je bil že dvakrat oplenjen leta 440 in 447 medtem, ko je bilo pravo bogastvo cesarstva v Konstantinoplu varno za zidovi ter izven njegovega dosega. Atilova moč je bila odvisna od deljenja bogastva svojim privržencem zato je moral ukrepati. Svojo pozornost je obrnil na Galijo.
Leta 451, so Atilove sile vstopile v Galijo, kjer so spotoma zbrale kontingente iz Frankov, Gotov in Burgundov. Ko so prišli v Galijo so Huni najprej napadli Metz ter nato napredovali zahodno ter oblegali Orléans.
Aeciju je bila s strani Valentinijana III. dana dolžnost obrambe Orleansa. Okrepljena s frankovskimi in vizigotskimi enotami (pod kraljem Teoderikom) se je Aecijeva rimska vojska spopadla s Huni v bitki na Katalunskih poljih. Čeprav je bila bitka taktični poraz za Atilo, ki mu je preprečila invazijo Galije ter ga prisilila v umik v ne-rimske dežele je zgodovinski pomen zavezniško-rimske zmage stvar razprave.
Naslednje leto je Atila obnovil svoje zahteve do Honorije in ozemlja v Zahodnem rimskem cesarstvu. S svojo hordo je prečkal Alpe ter napadel severno Italijo kjer je oplenil in z zemljo zravnal Oglej, Vicenzo, Verono, Brescio, Bergamo in Milano. V upanju, da bi se izognil oplenitvi Rima, je cesar Valentinijan III. poslal tri odposlanceː častnika Genadija Avijena in Trigetija pa tudi papeža Leona I., ki se je srečal z Atilo pri Minciju v bližini Mantove in od njega dobil obljubo, da se bo umaknil iz Italije ter se s cesarjem pogodil za mir. Prosper Oglejski je pri opisu zgodovinskega srečanja dal vse zasluge za uspešno pogajanje papežu. Prisk poroča, da naj bi Atila opustil Rim zaradi vraževerja. Bal se je, da ga bo doletela podobna usoda kot Alarika, ki je umrl kmalu po oplenitvi Rima leta 410. Za povrh je Italijo leta 451 doletela huda lakota, leta 452 pa tudi ni bilo veliko pridelka; Atilova invazija planjav severne Italije ni izboljšala žetve. Pomik proti Rimu, bi zahteval zaloge, ki niso bile na voljo v Italiji in zavzetje mesta jih ne bi izboljšalo. Poleg tega, je vzhodnorimska vojska prečkala Donavo in porazila Hune, ki jih je Atila pustil tam z namenom obrambe svojih ozemelj. Zato se je Atila soočil s težkimi človeškimi in naravnimi pritiski, da se umakne iz Italije pred prečkanjem reke Pad. Atila se je iz Italije umaknil brez Honorije in njene dote.
Po invaziji na Italijo se je Atila poročil z žensko po imenu Ildiko ter kmalu umrl na praznovanju svoje poroke zaradi še danes ne jasnih razlogov.

### Po Atili
Po Atilovi smrti leta 453 se je Hunski imperij soočil z notranjim bojem za oblast med vazalskimi germanskimi ljudstvi in Huni. Pod vodstvom Elaka, najljubšega sina Atile in vladarja Akacirov, so Huni napadli kralja Gepidov Ardarika v bitki pri Nedavi, ki je vodil koalicijo germanskih ljudstev z namenom strmoglavljenja hunske oblasti. Domnevno naj bi se istega leta pod vodstvom Valamirja uprli tudi Amalski Goti ter premagali Hune v ločeni bitki. Vendar, pa to ni povzročilo popolnega propada moči Hunov v Karpatski regiji, ampak je pripeljalo do izgube številnih njihovih germanskih vazalov. Hkrati so se Huni ukvarjali tudi s prihodom večjega števila Ogursko govorečih ljudstev iz vzhoda, vključno z Oguri, Saraguri, Onoguri in Sabirji. Leta 463 so Saraguri premagal Akacire oz. Akacirske Hune in se uveljavili kot prevladujoča sila v Pontski regiji.
Leta 458 so nekateri Huni služili pod Tudilo v Majorijanovi vojski. Zahodni Huni pod Dengzihom so leta 461 letih naleteli na težave, ko jih je v vojni proti hunskimi zavezniki Sagadi premagal Valamir. Njegova kampanja je naletela na nezadovoljstvo tudi iz strani Ernaka, vladarja Akacirskih Hunov, ki se je želel osredotočiti na prihajajoče Ogure. Med letoma 465 in 466 sta Ernak and Dengzih poslala ambasadorje v Konstantinopel z namenom mirovnega sporazuma ter prošnjo za ustanovitev trga za izmenjavo potrebnih surovin. Prošnje so bile zavrnjene in Dengzih je leta 467 brez pomoči Ernaka napadel Rimljane. Bil je obkoljen in oblegan s strani Rimljanov. Prišlo je do pogajanj in Huni so predlagali, da se bodo predali, če bodo dobili zemljo ter hrano. Med pogajanji je Čelčel, Hun v službi Rimljanov prepričal Gote, da napadejo Hune. Rimljani so nato pod vodstvom generala Asparja in s pomočjo njegovih Bukelarov, napadli sprte Hune in Gote ter jih premagali.
Leta 469 je Anagast, sin generala Arnegiskla, ki ga je Atila ubil v bitki pri Utu prinesel Dengizihovo glavo v Konstantinopel ter z njo paradiral po mestu. Nekateri zgodovinarji kot John Man, sprejemajo ta dogodek kot konec Hunskega imperija. Nekateri drugi, kot je Hyun Jim Kim, pravijo da se je imperij nadaljeval pod Ernakom, ki je sprejel Ogurje. Te ljudje so bili podobni Hunom in imperij naj bi se nadaljeval pod Kutriguri in Utigurskimi Huno-Bolgari. Ta sklep je še vedno sporen. 

## Družba in kultura

### Izgled
Ker so bili Huni nepismeni in niso hranili nobenih zapisov, so vse preživele zapise o njih napisali njihovi sovražniki. Nobeni ne opisujejo Hune kot moralno ali na videz privlačne. Jordan, Got nastanjen v Italiji leta 551, stoletje po propadu Hunskega imperija, opisuje Hune kot »divjo raso, ki se je najprej naselila v močvirjih ter nerazvito, smrdljivo in drobceno, komaj človeško in z jezikom, ki nima niti manjše podobnosti človeškemu govoru.« Jordan tudi zapišeː
»Njihovi sovragi so bežali v grozi, ker je bil njihov temen videz strašljiv ter so imeli, če ji lahko tako rečem, brezoblično bulo in ne glave, z vdolbinicami namesto oči. Njihova smelost je očitna v njihovem divjem izgledu ter so bitja, ki so kruta do svojih otrok od dneva, ko se rodijo saj režejo lica moških z mečem, zato da preden prejmejo mleko se naučijo prenašati rane. Zaradi tega zrastejo brez brade in njihovi mladi možje so brez lepote, saj obraz razbrazdan s strani meča s svojimi brazgotinami uniči naravno lepoto brade. So majhne postave, hitri v gibanju, pozorni konjeniki, s širokimi rameni pripravljenimi na uporabo loka in puščic in s čvrstimi vratovi, ki so v ponosu pokončni. Čeprav živijo v človeški obliki, imajo krutost divje zveri.«
Jordan je prav tako pisal o tem, kako je Prisk opisal Atilo, Hunskega cesarja med leti 434–453, kot: »Nizkega v postavi, s širokim prsnim košem in veliko glavo; oči je imel majhne, njegova brada je bila tanka in posuta s sivino; ter imel je raven nos in porjavelo kožo, ki dokazuje njegovo poreklo.«:182
Rimljani so pri oblikovanju svojih stališč na Atilovo ljudstvo izkoristili naravnanost, ki so jo podedovali od Grkov. To so bila najstrašnejše bitja, ki si jih je mogoče zamisliti. Prišli so s severa in vsakdo je vedel, da hladnejše je podnebje, bolj so bili ljudje barbarski. O kovinah niso imeli pojma, bili so brezbožni in so živeli kot divjaki, brez ognja, ki so jedli svojo hrano surovo ter živeli od korenin in mesa, ki so ga zmehčali tako, da so ga postavili pod sedla svojih konj. Niso imeli nobenih stavb, razen trstičnih koč, ter so se bali življenja pod streho.
Opis Hunov, ki so ga dali Rimljani, je razlog, da nekateri zgodovinarji verjamejo, da so vzhodnoazijskega porekla. Denis Sinor, ki je opozoril na pomanjkanje antropoloških dokazov, je zapisal, daː »Ni razloga, da se sprašuje o osnovni natančnosti opisov zahodnih zgodovinarjev in, da odsotnost velike količine antropoloških dokazov ne more ovreči njihovih trditev.« Avstrijski popotnik Maenchen-Helfen je v 20. stoletju zapisal:
Amijanov opis se začne s čudnim nerazumevanjem... To sta ponovila Klavdij in Sidonij in je bilo reinterpretirano s strani Kasidorija. Amijanova razlaga redkih brad je napačna. Kot mnoga druga ljudstva, so si Huni sami prizadejali rane na lastno meso, kot znak žalovanja, ko so njihovi sorodniki umirali.

### Umetna lobanjska deformacija
Umetno lobanjsko deformacijo so prakticirali Huni ter včasih plemena pod njihovim vplivom. Umetno lobanjsko deformacijo okroglega tipa se lahko uporablja za lociranje poti, ki so jo Huni prepotovali s severne Kitajske do srednjeazijske stepe in nato do južne ruske stepe. V Srednji Aziji so okroglo obliko umetne lobanjske deformacije prakticirali Juezi / Kušani.
V severovzhodni Ogri in v Zahodni Evropi so našli nekaj umetno deformiranih lobanj iz 5. ali 6. stoletja. Nobena od lobanj poseduje značilnosti rumene rase in vse izgledajo Evropskega izvora; te lobanje so najverjetneje germanskega izvor ali od katerega koli vazalskega plemena, katere pripadnik si je želel dvigniti socialni status s posnemanjem hunskega običaja.

### Politika in uprava
Hunska vladajoča struktura je že dolgo predmet razprav. V preteklosti so številni učenjaki trdili, da Huni niso imeli osrednjega političnega telesa, dokler niso vstopili v Evropo. Peter Heather je trdil, da so bili Huni neorganizirana konfederacija, v kateri so voditelji delovali povsem neodvisno in so sčasoma razvili razredno hierarhijo, podobno kot germanske družbe. Vendar pa mnogi oporekajo tej trditvi. Po mnenju Kima je bolj verjetno, da so Huni nadaljevali organizacijo Hagnujev, v kateri je bila njihova politika glede na prioriteto razdeljena v sledečem vrstne reduː levo, desno, jug in severno. Menijo tudi, da so Huni ohranili svet šestih rogov / plemičev, ki so jih imeli Hagnuji pod svojim cesarjem. Ni znano, kako se je imenoval hunski vladar, vendar so izrazi kot so Čanju, Aniliki, Šah in Jabgu možni ali pa so bili zamenljivi naslovi za isti položaj, kot so jih uporabljali sodobniki v tistem času. Prav tako je predlagano, da so Huni še naprej uporabljajo decimalno vojaško organizacijo Hagnujev.